# Le Repaire du ver blanc (roman)
Le Repaire du ver blanc est un roman d'horreur de l'écrivain irlandais Bram Stoker. Il est publié pour la première fois par Rider and Son of London en 1911 - l'année précédant la mort de Stoker - avec des illustrations en couleur de Pamela Colman-Smith. L'histoire est basée sur la légende du Ver de Lambton. Il est également publié sous le titre The Garden of Evil.

## Résumé

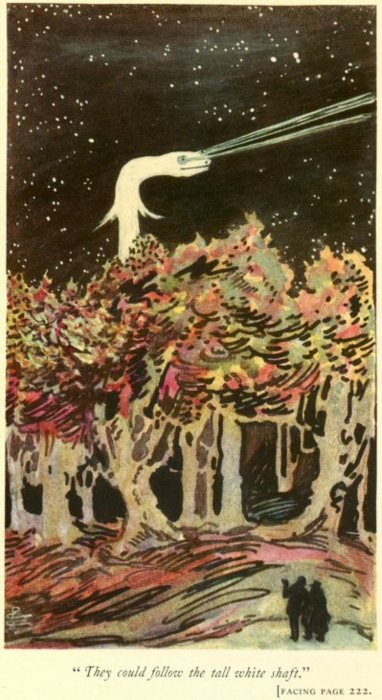
Illustration du roman.

Le personnage central du livre est Adam Salton, un Australien (vivant en Australie au début) qui, en 1860, est contacté par son grand-oncle âgé, Richard Salton, un gentleman terrien de Lesser Hill dans le Derbyshire en Angleterre, qui n'a pas d'autre famille et veut établir une relation avec le seul autre membre vivant de la famille Salton. Bien qu'Adam ait déjà fait fortune en Australie, il accepte avec enthousiasme de rencontrer son oncle, et à son arrivée en bateau à Southampton, les deux hommes deviennent rapidement de bons amis. Son grand-oncle révèle alors qu'il souhaite faire d'Adam l'héritier de son domaine, Lesser Hill. Adam s'y rend et se retrouve rapidement au centre d'événements mystérieux, avec Sir Nathaniel de Salis, un ami de Richard Salton, comme guide.
Edgar Caswall, le nouvel héritier d'un domaine voisin, Castra Regis, est en train de faire des assauts psychiques contre une fille locale, Lilla Watford. Pendant ce temps, Arabella March, de Diana's Grove, tente tout pour devenir Mme Edgar Caswall. Caswall est un excentrique légèrement pathologique et a hérité du coffre de Franz Mesmer, qu'il garde dans la tour Castra Regis. Il cherche à utiliser le mesmérisme, un précurseur de l'hypnotisme, et, obsédé par Lilla, tente de la briser en utilisant des pouvoirs mesmériques. Cependant, avec l'aide de la cousine à moitié birmane de Lilla, Mimi Watford, il est contrecarré à de maintes reprises.
Caswall a un cerf-volant géant construit en forme de faucon pour effrayer les pigeons qui ont attaqué ses champs et détruit ses cultures. En l'absence de quelque chose de mieux à faire, il observe compulsivement le cerf-volant et commence à croire qu'il a son propre esprit et qu'il est lui-même un dieu.
Adam Salton trouve des serpents noirs sur la propriété de son grand-oncle et achète une mangouste pour les chasser.
Le serviteur africain noir de Caswall, Oolanga, un homme obsédé par la mort et la torture, rôde dans le domaine de Castra Regis, profitant du carnage laissé par le ver blanc. La mangouste d'Adam attaque Arabella, qui lui tire dessus à mort. Adam achète plus de mangoustes et les garde enfermées dans des coffres lorsqu'il ne les utilise pas pour chasser. Oolanga s’éprend d’Arabella et lui fait des avances. Arabella, qui méprise Oolanga, est profondément insultée qu'il ose l'approcher. 
Pour tenter de la gagner, Oolanga vole l'un des coffres d'Adam (qui, selon lui, est rempli de trésors, mais qui n'est en fait qu'une autre mangouste). Arabella attire Oolanga dans un puits profond dans sa maison, puis, en colère et dégoût, le tue en le traînant dans la fosse profonde parcourue de tunnels à travers de l’argile de porcelaine blanche. 
Adam qui suivait Oolanga est témoin du meurtre, mais n'en a aucune preuve à part sa propre parole. Arabella lui écrit une lettre le lendemain, avec les événements de la nuit précédente déformés, affirmant son innocence complète. Adam et Sir Nathaniel commencent à soupçonner qu'Arabella est coupable d'autres crimes et qu'elle veut assassiner Mimi Watford. Pour la protéger Adam demande sa main à Mimi.
Adam et Sir Nathaniel complotent alors pour arrêter Arabella par tous les moyens nécessaires. Sir Nathaniel est un personnage de type Van Helsing qui veut traquer Arabella, qui, selon lui, avec une conviction croissante, est le ver blanc de la légende. Le ver blanc est une grande créature ressemblant à un serpent qui habite profondément sous la maison d'Arabella à Diana's Grove. Il a des yeux verts brillants et se nourrit de toutes les créatures vivantes qu'il peut trouver à manger. Le ver monte de sa fosse et cherche à attaquer Adam et Mimi Watford dans la forêt de Diana's Grove.
Adam est capable de contrecarrer les multiples tentatives d'Arabella pour assassiner Mimi, et Arabella propose de vendre Diana's Grove, qu'Adam achète dans le but de détruire le ver blanc. Il prévoit de remplir la fosse de sable et de mettre de la dynamite pour tuer le ver pendant qu'il est sous terre.
La dernière visite de Caswall à Lilla se termine par sa mort. Dans les derniers chapitres, Mimi Watford affronte Caswall qui a finalement succombé à la folie. Il l'attire sur le toit de la maison Castra Regis alors qu'une tempête approche et montre son cerf-volant. Arabella, qui avait traqué Mimi, regarde de près et vole une partie du fil tenant le cerf-volant, le déroulant apparemment jusqu'à sa maison. Lorsque Mimi découvre que Caswall l'a enfermée sur le toit, elle tire sur la serrure avec un pistolet qu'Adam lui a donné pour sa protection et s'enfuit chez elle. Adam la convainc de retourner dehors avec lui, et ils sont témoins des événements suivants : un orage massif éclate sur la maison de Castra Regis, un éclair est capté par le cerf-volant et démolit la tour de Castra Regis ; il voyage ensuite à travers le fil qu'Arabella avait déroulé jusqu'à Diana's Grove et enflamme la dynamite placée par Adam dans le puits, ce qui pulvérise le ver blanc et détruit la maison et Arabella en même temps.

## Réception
- Les Daniels a noté que si The Lair of the White Worm avait un « potentiel », il a été sapé par le « style maladroit » de l'écriture.
- Le critique d'horreur R. S. Hadji a placé The Lair of the White Worm en douzième place de sa liste des pires romans d'horreur jamais écrits.
- H. P. Lovecraft, dans son essai Supernatural Horror in Literature, a déclaré que Stoker « ruine complètement une idée magnifique par un développement presque infantile. »

## Adaptation
- Le Repaire du ver blanc est un film de Ken Russell, sorti en 1988.